# Каякентський район
Каякентський район - муніципальний район в Дагестані, Росія.
Адміністративний центр - село Новокаякент.

## Географія
Район розташований в південно-східній частині Дагестану і межує: з Дербентським, Кайтагським, Сергокалинським і Карабудахкентським районами республіки.
Знаходиться на узбережжі Каспійського моря, площа території — 640 км².

## Історія
Каякентський район з центром в селі Каякент, був утворений на підставі Постанови ВЦВК ДАССР від 23.01. 1935 року з частини території Махачкалинського, Дербентського і Коркмаскалинського районів. У 1957 році районний центр перенесений у м Ізбербаш. Указом ПВС РРФСР від 1.02.1963 р приєднаний до Сергокалинського сільського району. Указом ПВС РРФСР від 12.01.1965 року район відновлений в колишніх кордонах з центром в селі Новокаякент.

## Населення
Населення - 53 92 осіб.
Національний склад
За даними  Всеросійського перепису населення 2010 года:
| Народ        | Чисельність, чол. | Частка від усього населення,% |
| ------------ | ----------------- | ----------------------------- |
| Кумики       | 28357             | 52,43%                        |
| Даргинці     | 22894             | 42,33%                        |
| Табасарани   | 941               | 1,74%                         |
| Агули        | 821               | 1,52%                         |
| Лезгини      | 267               | 0,49%                         |
| Росіяни      | 134               | 0,25%                         |
| Лакці        | 97                | 0,18%                         |
| Аварці       | 88                | 0,16%                         |
| Інші         | 136               | 0,26%                         |
| Не зазначили | 354               | 0,65%                         |
| Усього       | 54089             | 100,00%                       |

## Економіка
На території району є 5 винзаводів і 14 великих сільськогосподарських підприємств, що спеціалізуються в основному на виробництві винограду.

## Транспорт
Через територію району проходять залізничні колії і федеральна автодорога «Кавказ», що сполучає Росію з Азербайджаном.